# Rhynchospora crinipes
Rhynchospora crinipes là loài thực vật có hoa trong họ Cói. Loài này được Gale miêu tả khoa học đầu tiên năm 1944.